# きみがいる
「きみがいる」は、SHIPSの2作目のシングル。2008年11月26日にzetimaから発売された。

## 概要
- 前作「TOKYO FRIEND☆SHIPS」から約5ヶ月ぶりのリリース。
- 表題曲「きみがいる」は、テレビアニメ『きらりん☆レボリューション』の挿入歌として使用された。
- CDジャケットには、風間宙人、日渡星司が描かれている。
- SHIPSは2009年に活動休止したため、本作がラストシングルとなった。

## 収録曲
1. きみがいる [4:10]
作詞・作曲：伊橋成弥、編曲：鈴木ヒロト
2. さよならの Ring A Ring [4:24]
作詞：佐藤嘉風、作曲・編曲：旭純
3. きみがいる（Instrumental）

## タイアップ
| 曲名       | タイアップ                                      |
| ---------- | ----------------------------------------------- |
| きみがいる | テレビアニメ『きらりん☆レボリューション』挿入歌 |

## 収録アルバム
| 曲名       | 収録アルバム                                  |
| ---------- | --------------------------------------------- |
| きみがいる | きらりん☆レボリューション ソングセレクション5 |